# Борич, Леонид Борисович
Леони́д Бори́сович Бо́рич (настоящее имя Иона Борисович Циприс; родился 13 мая 1938, Вознесенск, Одесская область) — русский писатель.

## Биография
Окончил военно-медицинскую академию в Ленинграде, плавал врачом на дизельных и атомных подводных лодках Северного флота (1961—1969).
Печатался в альманахе «Молодой Ленинград», в журнале «Звезда». Выпустил в СССР несколько книг прозы. В 1981 году на одесской киностудии режиссёром В. Новаком по его роману снят трёхсерийный телефильм «Третье измерение».
Борич — коллекционер. О своей коллекции пишущих машинок написал книгу «Из жизни пишущих машинок».
В 1999 году эмигрировал в Германию. Публикуется в журналах русской эмиграции «Литературный европеец» и «Мосты».